# Federația Română de Kempo
Federația Română de Kempo (FRK) este o structură sportivă de interes național ce desfășoară, promovează și organizează oficial în România activitatea de Kempo, Arte Marțiale Mixte-MMA și Grappling. 
Înființată în anul 2009, este membră cu drepturi depline a Comitetului Olimpic Român (COSR), fiind recunoscută de Ministerul Sportului (MS).

## Vezi și
- Sportul în România